# Мантра

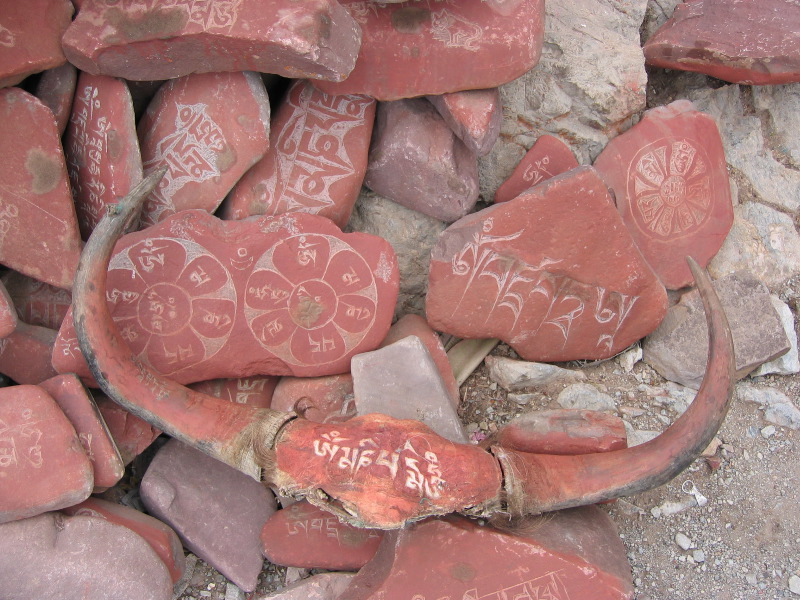
Мантри виписані на камінцях, Тибет

Мантра (санскр. मन्त्र, «інструмент мислення, вислів, молитва[джерело?]») — священний звук чи гімн в йозі, індуїзмі та буддизмі, що вимагає точного відтворення звуків, його складових. Корінь man (в перекладі із санскриту) — мислити, суфікс tra — інструмент, локалізація (місце).
Тобто мантра — це звук, який є інструментом мислення. Мантра може складатися як з одного складу (наприклад — ОМ), так і з поєднання звуків та складів — ОМ ТАТ САТ! 
Мантри не слід плутати з молитвами і формами, призначеними для словникового самонавіювання, оскільки вони можуть не мати змістовного навантаження (хоча можуть і мати сакральний зміст). Не є принципово важливим і символічний аспект мантри, хоч деякі мантри мають символічний сенс, наприклад, шість складів основної мантри тибетського буддизму ОМ МАНІ ПАДМЕ ХУМ співвідносяться з шістьма світами буддійської космогонії, але це швидше виняток.
Один із механізмів впливу мантр — резонансний вплив на ендокринну і вегетативну системи: таким чином, за рахунок вібрації відбувається внутрішній масаж ендокринних залоз.
Незважаючи на те, що механізми впливу мантр мало вивчені, їх часто використовують під час арттерапевтичних практик, зокрема практики медитативного живопису.

## Мантри в інших культурах, езотерічних традиціях, релігіях, культах
Зазвичай зустрічаються мантри на санскриті, але аналог мантр зустрічається у сикхізмі, зороастризмі, даосизмі, «умне ділання»[джерело?] (тобто багаторазове повторення іісусової молитви) в ісихазмі, зікри в суфізмі. У японських та китайських культурах крики «ос»та «кійа» — явища, відповідні поняттю мантри. У японській традиції сингонії слово Сінгон означає мантру.
Мантри мають ведичне, індуїстське походження, лише пізніше вони були адаптовані у буддизмі й джайнізмі. Мантри часто порівнюють з молитвами і заклинаннями. Мантри також — основа трансцендентальної медитації та мантра-йоги.
Окрім того, що мантри записують, існує традиція у тибетському буддизмі висікати мантри на каменях, наприклад,  камені мані‎.

Ознаки мантри (виділені Шталем при вивченні тантричних ритуалів):
|  | - звук мантр не може бути змінений; - порядок елементів в мантрах не може бути змінений (спеціальна структура: биджа-звук, як правило, йде на початку, але в тантричних мантрах також і в кінці заклинання); - мантри не є змістовними пропозиціями — вони не містять значущих виразів, і вони не створюють мову, але вони з очевидністю випливають граматичним правилам (синтаксис домінує над семантикою); - поширення та передача мантр відбувається часто без традиції пояснення сенсу цих формулювань. |

## Сакральне значення мантр
В індуїзмі вважають, що всі звуки і слова, які використовують люди, виражають вплив розуму на матерію. Якщо слова використовуються і організовуються людиною, що володіє знаннями в цьому питанні, то можуть формуватися так звані «слова сили» або «фрази сили». Таку людину в древній Індії називали мантракара (санскр. मन्त्रकर,\"творець мантр\"). Священні тексти містять безліч великих мантр, найвеличнішим з яких є слово «Ом» (). Мантра це не молитва, оскільки в мантрі важливий не стільки сенс, скільки точне відтворення звуків, згідно передачі.
Індуїсти вважають, що мантра — це певна форма мови, що робить істотний вплив на розум, емоції і навіть на зовнішні предмети. Ідея того, що певні слова і фрази можуть бути так само ефективні, заснована на переконанні, що будь-який рух супроводиться звуком, хоча багато рухів в природі видають звуки, недоступні людському вуху. Більш того, ці звуки насправді є словами або твердженнями, значення яких може зрозуміти лише знавець, — у цьому випадку можливе розуміння «досконалого зв'язку», або опанування «універсальної мови». Далі, відповідно до того факту, що в реальному світі функція передує структурі, виголошеному слову передує думка, яка у свою чергу є творчою силою.

## Суть мантр
Мантра — це технічний прийом, спрямований на регулювання і налаштування розуму.
Мантри — це звуки мови Всесвіту. Існує безліч мантр, кожна з яких має власні якості, ритм і дію. Звуки, що їх виголошує людина, змушують її фізичне і енергетичне тіло налаштовуватися, резонувати і синхронізуватися зі своєю енергією і частотою. Поєднання звуків, резонансу і ритму мантри призводить до зміненого стану свідомості, яка встановлює образ для потоку думок. Багато що зі створеного людиною проводиться її підсвідомим автоматичним програмуванням через вимовлення або промовляння слів і звуків.
Згідно з філософією буддизму, мантри мають «силу» лише після проходження посвяти і прямої усної передачі від Гуру до учня (посвяченого). Не менш важливим елементом є повторення. Пробудження «мантр», «мантра-Чайтанья» — особлива тантрична практика, заснована на суто езотеричному ставленні до «мантри», звукової формули, що має в індуїзмі, тибетському буддизмі сакральний характер. Звичайне промовляння «мантр» в екзотеричній практиці індуїзму, на думку тантристів, лише позначає божественну присутність, але не реалізує її на практиці. На думку Тантри, такого використання «мантр» недостатньо, оскільки «мантри» залишаються в такому випадку в «сплячому стані», а отже, вони неефективні для процесу ініціації. Процес пробуждення мантр у Тантрі полягає в розпалюванні її матеріальними звуковими формами ментального вогню та її переведення в тонкий стан, у стан «світла». Таке «пробуждення» супроводжується ефективним зіткненням присвяченого з «девата», «божеством», пов'язаним із цією мантрою, «субтильним тілом», яким вона, власне кажучи, і є. В тантричній традиції «мантри» передавались тільки усно від вчителя до учня, і конкретний спосіб пробуждення кожної з них утримувався в суворій таємниці. Вважалося, що езотеризм «мантр» має чисто божественне походження, і наука «мантр» була довірена людям богами.

## Кінцева мета співу мантр
Коли ми повторюємо мантру, ми відтворюємо вібрації Безкінечного, які розташовані поза часом і простором. Мантра є вираженням цих вібрацій у слові. Спочатку ми робимо це свідомо і вголос, потім у думках. Якщо ритм повторення правильний і ми повністю зосереджені, то повторення відбувається само собою, а ви просто слухаєте.
Внутрішня безмовність настає, коли замовкає его. Розум вібрує мовчки у досконалій гармонії з безкінечним «я». Безмовність наповнена вібрацією «Анахат».
Коли ви досягаєте досконалості в практиці мантри, подібно до музиканта, що майстерно володіє своїм інструментом, ви зможете видобувати з неї радість, зцілення, співчуття або будь-який інший стан.

## Визначні мантри
- Ом (мантра)
- Ом мані падме хум
- Гаятрі-мантра
- Махамрітьюмджая-мантра
- Янтра